# Bauné
Bauné ist eine Ortschaft und eine Commune déléguée in der französischen Gemeinde Loire-Authion mit 1.849 Einwohnern (Stand 1. Januar 2022) im Département Maine-et-Loire in der Region Pays de la Loire. Die Einwohner werden Baunéens genannt.
Mit Wirkung vom 1. Januar 2016 wurden die Gemeinden Andard, Bauné, La Bohalle, Brain-sur-l’Authion, Corné,  La Daguenière und Saint-Mathurin-sur-Loire zu einer Commune nouvelle mit dem Namen Loire-Authion zusammengelegt. Die Gemeinde Bauné gehörte zum Arrondissement Angers und zum Kanton Angers-7.
Bauné liegt etwa 19 Kilometer ostnordöstlich von Angers am Flüsschen Aunaies.

## Bevölkerungsentwicklung
| 1962                      | 1968 | 1975 | 1982 | 1990  | 1999  | 2006  | 2013  |
| ------------------------- | ---- | ---- | ---- | ----- | ----- | ----- | ----- |
| 615                       | 563  | 502  | 901  | 1.142 | 1.290 | 1.419 | 1.689 |
| Quelle: Cassini und INSEE |      |      |      |       |       |       |       |

## Sehenswürdigkeiten
- Kirche Saint-Sébastien
- Schloss Briançon aus dem 17. Jahrhundert